# Bemposta (Mogadouro)
Bemposta é uma povoação portuguesa sede da Freguesia de Bemposta do Município de Mogadouro, freguesia com 37,07 km² de área e 497 habitantes (censo de 2021), tendo, por isso, uma densidade populacional de 13,4 hab./km².
Foi vila e sede de concelho entre 1315 e o início do século XIX. Era constituído pelas freguesias de Algosinho, Bemposta, Brunhozinho, Peredo da Bemposta e Tó. Tinha, em 1801, 1607 habitantes.
Bemposta é, em número de residentes, a segunda maior freguesia do Município de Mogadouro. Também é conhecida como “Catedral das Arribas”[carece de fontes?].

## Demografia
A população registada nos censos foi:
| Ano  | 0-14 Anos | 15-24 Anos | 25-64 Anos | > 65 Anos |
| 2001 | 98        | 103        | 345        | 166       |
| 2011 | 45        | 61         | 309        | 187       |
| 2021 | 31        | 25         | 325        | 206       |

## Aldeias
A freguesia é composta por três aldeias:
- Bemposta - 566 habitantes em 2011
- Lamoso - 12 habitantes em 2011
- Cardal do Douro - 24 habitantes em 2011[4]

## Património
- Pelourinho de Bemposta;
- Barragem de Bemposta;
- Solar dos Marcos, Bemposta;
- Igreja de Bemposta;
- Igreja de Lamoso;
- Cascata da Faia da Água Alta, Lamoso.

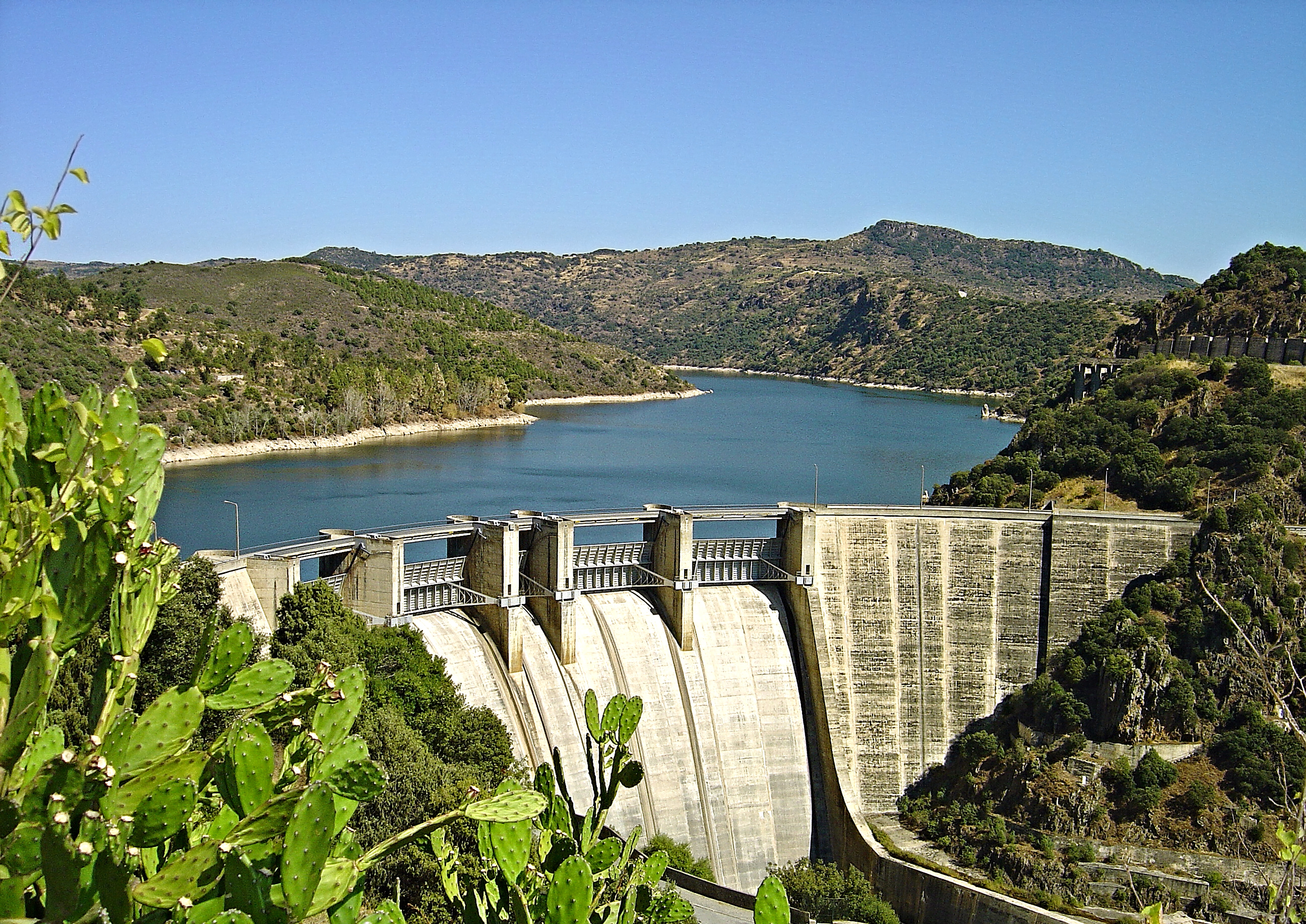
Barragem de Bemposta

## Política

### Eleições autárquicas
| Data | %       | V       | %       | V       | %     | V  | %       | V       | %       | V       | %                 | V                 |
| Data | PPD/PSD | PPD/PSD | CDS-PP  | CDS-PP  | PS    | PS | PSD-CDS | PSD-CDS | PCP-PEV | PCP-PEV | Grupo de Cidadãos | Grupo de Cidadãos |
| ---- | ------- | ------- | ------- | ------- | ----- | -- | ------- | ------- | ------- | ------- | ----------------- | ----------------- |
| 2001 | 48,79   | 4       |         |         | 41,74 | 3  |         |         |         |         | 5,57              | -                 |
| 2005 | 45,60   | 3       | 47,16   | 4       | 0,78  | -  |         |         |         |         |                   |                   |
| 2009 | 51,85   | 4       | 14,76   | 1       | 28,04 | 2  | 1,11    | -       |         |         |                   |                   |
| 2013 | 51,63   | 4       |         |         | 40,45 | 3  | 1,02    | -       |         |         |                   |                   |
| 2017 | CDS-PP  | CDS-PP  | PPD/PSD | PPD/PSD | 50,00 | 4  | 44,32   | 3       |         |         |                   |                   |

## Ensino
- Escola Primária de Bemposta
- Infantário de Bemposta

## Serviços

### Correios
- Posto de Correios, Bemposta

### Superfícies Comerciais
- Supermercado Amanhecer, Bemposta

### Hotelaria
- Hotel "Solar dos Marcos", Bemposta
- Alojamento Rural "Duas Aguas Arribes", Bemposta
- Hotel "Douro Natura", Cardal do Douro
- Alojamento Rural "Casa das Arribas", Cardal do Douro
- Casa de Férias "Casa de los Cristales", Cardal do Douro

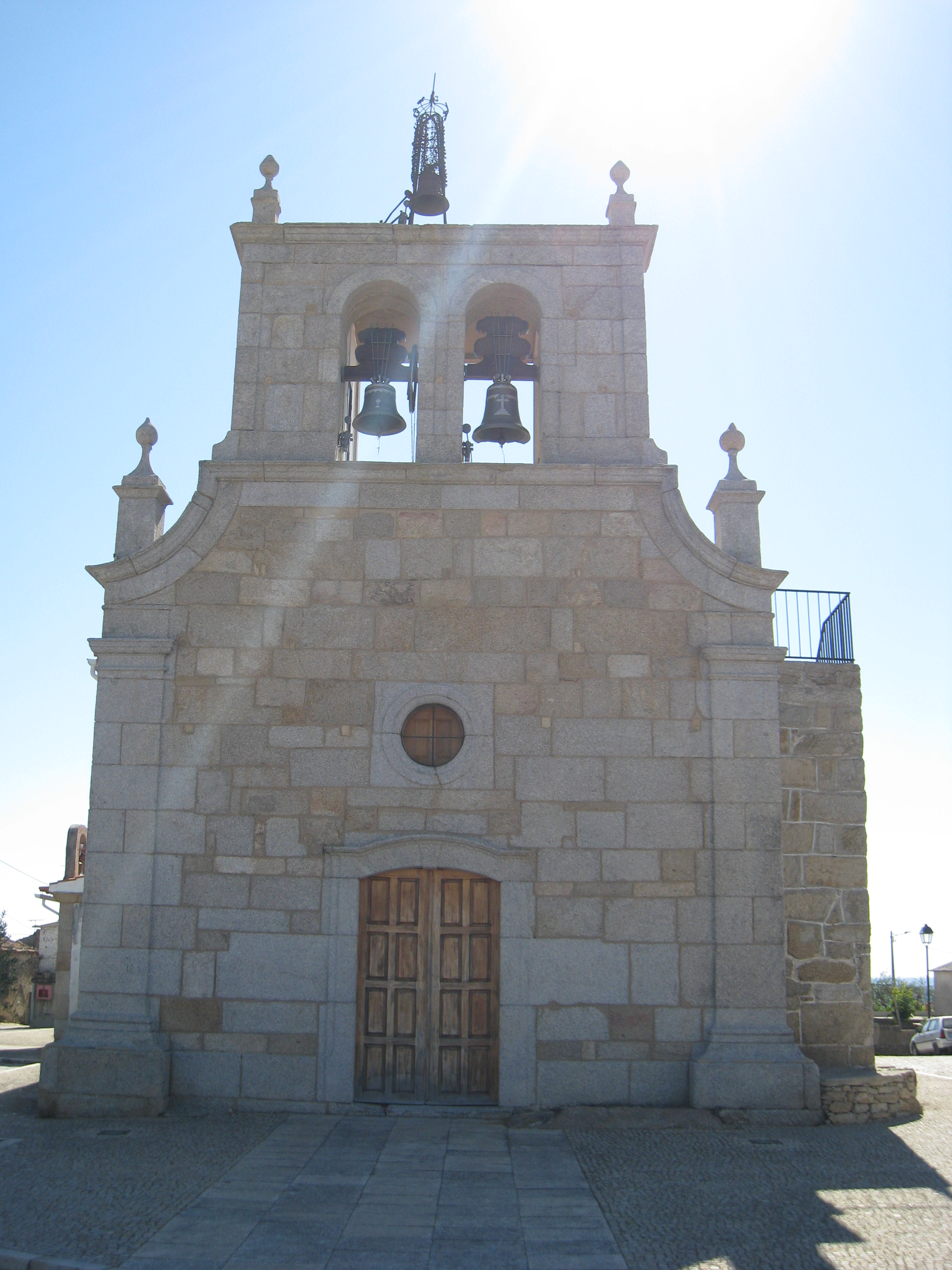
Igreja de Bemposta

## Personalidades Ilustres
- D. Manuel Martins Manso (Bemposta, Mogadouro, 21 de Novembro de 1793 - Guarda, 1 de Dezembro de 1871), Bispo do Funchal e Bispo da Diocese da Guarda
- Margarida Cordeiro (Bemposta, Mogadouro, 5 de Julho de 1938), psiquiatra e realizadora do Novo Cinema